# 朱一龍
朱 一龍（チュー・イーロン、簡: 朱一龙、1988年4月16日 - ）は、中華人民共和国の俳優。

## 来歴
1988年4月16日、中華人民共和国の湖北省武漢市に生まれる。2010年に北京電影学院で演技の学士号を取得して卒業した。
2009年、テレビ映画『再生縁』で俳優デビュー。2015年に出演したテレビドラマ『ミーユエ 王朝を照らす月』で一躍知名度を高め、2018年に白宇とダブル主演したテレビドラマ『鎮魂』でブレイクを果たす。2021年にはスパイ活動をモチーフにしたテレビドラマ『叛逆者』で主演を務め、同作を中国電視劇飛天奨優秀作品賞に導いた。
2022年、映画『星明かりを見上げれば』で莫三妹役を演じ、第35回金鶏奨最優秀主演男優賞を受賞する。2023年には映画『川辺の過ち』で主演を務め、同作を第76回カンヌ国際映画祭「ある視点」部門の最終候補に導いた。

## 出演

### 映画
- 愛情不NG（2013年） - 偽の兄 役
- 育嬰室（2016年） - 孟少輝	役
- 密戦（2017年） - 岑子黙 役
- 愛しの母国（2019年） - 宋岳強	役
- 1921（2021年） - 周恩来 役
- クラウディ・マウンテン（2021年） - 主演・洪翼舟 役
- 穿過寒冬擁抱妳（2021年） - 叶子揚 役
- 星明かりを見上げれば（2022年） - 主演・莫三妹	役
- ロスト・イン・ザ・スターズ/妻消えて（2023年） - 主演・何非 役
- 志願軍：雄兵出撃（2023年） - 李想	役
- 川辺の過ち（2023年） - 主演・馬哲 役
- 負負得正（2024年） - 主演・黄振開 役

### テレビドラマ
- 孔子（2011年） - 閔子騫 役
- 家宴（2014年） - 馮豆子 役
- 情定三生（2014年） - 遅瑞 役
- ミーユエ 王朝を照らす月（2015年） - 昭襄王 役
- 新蕭十一郎（2016年） - 連城璧 役
- 新邊城浪子（2016年） - 主演・傅紅雪 役
- 御姐帰来（2017年） - 何開心 役
- 花謝花飛花満天（2017年） - 花無謝 / 蕭無謝 役
- 鎮魂（2018年） - 主演・沈巍 役（白宇とのダブル主演）[5]
- 許你浮生若夢（2018年） - 主演・羅浮生 / 程慕生 / 羅勤耕 役
- 明蘭〜才媛の春〜（2018年） - 斉衡 役
- マイ・ディア・フレンド 〜恋するコンシェルジュ〜（2019年） - 井然 役
- 重啓之極海聴雷（2020年） - 主演・呉謝	役
- 親愛的自己（2020年） - 主演・陳一鳴 役
- 叛逆者（2021年） - 主演・林楠笙 役